# Universidade de Sófia
A Universidade de Sófia é a instituição de ensino superior mais antiga da Bulgária. Localizada na capital búlgara, foi fundada no dia 1 de outubro de 1888.
Tem o nome de Clemente de Ocrida, fazendo uma conexão com a história medieval da Bulgária, os Sete Santos e o papel histórico da Idade de Ouro da cultura medieval búlgara para a imposição do Cristianismo na Europa e no mundo post factum.
No início do século XX surgiu a primeira e única universidade moderna búlgara até ao final do século.
Em 1939 e 1988 celebrou os seus aniversários de dimensão global e política antes da Segunda Guerra Mundial e do fim da Guerra Fria. 
A única instituição de ensino onde a filologia portuguesa é estudada na Bulgária é a Universidade de Sofia. 